# Izecksohniella puri
Izecksohniella puri är en insektsart som beskrevs av Sperber, Rocha, Lopes-andrade och A. Mesa 2003. Izecksohniella puri ingår i släktet Izecksohniella och familjen syrsor. Inga underarter finns listade i Catalogue of Life.